# Fred Perry
Fred Perry — англійська компанія, заснована англійським тенісистом Фредом Перрі у 1952 році.

## Історія
Наприкінці 1940-х до Фреда Перрі звернувся Тіббі Вегнер, колишній австрійський футболіст, у якого з'явилася ідея продавати еластичну стрічку від поту з ім'ям Фреда Перрі. Фред використовував марлеву пов'язку на зап'ясті, щоб захищати рукоятку ракетки від поту. Оригінальна стрічка від поту була виготовлена з махрового матеріалу та «важила цілу тонну», як писав Фред в автобіографії. Прототип стрічки нового дизайну було виготовлено у місті Лестер. Він був легким, м'яким та гнучким. З цього моменту Фред та Тіббі розпочали свою спільну справу. Вони рекламували свої стрічки від поту, роздаючи їх провідним гравцям на найкращих турнірах світу, і компанія Fred Perry Sportswear отримала визнання.
Незабаром Фред та Вегнер розширили виробництво, розпочавши випуск спортивних сорочок Fred Perry. Фірмова символіка Fred Perry була вміло розрекламована через роздачу сорочок операторам телеканалу BBC на турнірах, тоді як Фред Перрі та Ден Маскелл одягали ці сорочки, працюючи як коментатори.
Люди почали впізнавати логотип Fred Perry, він асоціювався у них з Вімблдоном, тенісним турніром номер один у світі, і з найкращими тенісистами планети. Це був якісний продукт, покупці бачили це та купували.

## Лавровий вінок
Лавровий вінок на сорочці Fred Perry перетворився на одну з найвідоміших і визнаних емблем у світі моди. Своїм походженням лавровий вінок завдячує спортивному минулому Фреда Перрі, який був триразовим переможцем турніру Вімблдону і володарем Кубка Девіса.
Спочатку Фред задумав логотип у вигляді трубки для куріння. Будучи затятим курцем, він вважав, що саме цей предмет асоціюється з його образом, і хотів зробити емблемою своєї молодої компанії з виробництва спортивних товарів саме трубку. Тіббі Вегнер, зумів відмовити його від цієї ідеї, оскільки вважав, що «дівчатам це не сподобається». Як альтернатива Вегнер звернув увагу на клубний піджак Фреда, прикрашений за традицією клубу «чемпіонським» вінком. Фред зв'язався з директором Клубу Вімблдону, і після нетривалих перемовин, той подарував Фреду права на вінок — класичний символ нагороди для найдостойніших.

## Ікона британського стилю
З роками марка набирала популярності, до поло додалися нові продукти: сукні в тенісному стилі, традиційний англійський трикотаж і нескінченні варіації поло. З 2000 з'явилася «дизайнерська лінія» — Laurel Wreath і почалася постійна співпраця з дизайнерськими іменами — спочатку з японським гуртом Comme des Garçons, а потім із цілою плеядою модельєрів Лондонського Тижня Моди. А напередодні століття Фреда, марка розпочала співпрацю з одним із найвпливовіших чоловічих модельєрів — Рафом Сімонсом. Багаторічний зв'язок із музикою так само зробив свою справу — спеціальні колекції Fred Perry робилися в колаборації з відомими музикантами. У 2012 році була анонсована спільна колекція з гуртом No Doubt.